# شهرستان روح‌بلند
شهرستان روح‌بلند (به ترکمنی: Ruhubelent etraby، روُح‌بلنت اطرابیٛ) یک شهرستان در ترکمنستان است که در استان داش‌اغوز واقع شده‌است.

## تقسیمات اداری
شهرستان روح‌بلند شامل یک شهرک، و نه شورای روستایی می‌باشد.
- شهرک‌ها (şäherçeler / شأهرچه‌لر)
  - روح‌بلند (Ruhubelent / روُح‌بلنت)

- شوراهای روستایی (oba geňeşlikleri / اوْبا گنگشلیکلری)
  - تونی‌دریا (Tünüderýa / توٚنوٚدریا)
    - آلتین‌زمان (Altyn zaman / آلتیٛن‌زامان)
    - تونی‌دریا (Tünüderýa / توٚنوٚدریا)
    - شاه‌صنم (Şasenem / شاصنم)
    - قالقینیش (Galkynyş / قالقیٛنیٛش) ‌
    - قره‌قوم (Garagum / قاراقوُم)
    - گاورس‌قیر (Gäwersgyr / گأورس‌قیٛر)

  - دیاربکر (Diýarbekir / دیاربکیر)
    - دیاربکر (Diýarbekir / دیاربکیر)
    - سحربوستان (Şähribossan / سأحربوْسسان)

  - روح‌نامه (Ruhnama / روُح‌ناما)
    - اغوزخان (Oguzhan / اوْغوُزخان)
    - روح‌نامه (Ruhnama / روُح‌ناما)

  - ‌ زحمت (Zähmet / زأحمت)
    - توپراق‌قلعه (Toprakgala / توْپراق‌قالا)
    - چهاردره (Çardere / چاردره)
    - واس (Was / واس)
    - واس‌قلعه (Wasgala / واس‌قالا)

  - شاه‌بنده (Şabende / شابنده)
    - تازه‌یر (Täzeýer / تأزه‌یر) ‌
    - چال‌مرگن (Çalymergen / چال‌مرگن)
    - شاه‌بنده (Şabende / شابنده)
    - مانغیر (Maňgyr / مانگغیٛر)
    - مانغیرآباد (Maňgyrabat / مانگغیٛرآبات)
    - معروفی (Magrupy adyndaky / ماغروُپیٛ آدیٛنداقیٛ)

  - شاه‌قدم (Şagadam / شاقادام)
    - اسلام (Yslam / ایٛسلام)
    - آلتین‌صحرا (Altyn sähra / آلتیٛن‌صأحرا)
    - برکت‌لی (Bereketli / برکت‌لی)
    - تازه‌اوبه (Täzeoba / تأزه‌اوْبا)
    - ترکمنستان (Türkmenistan / توٚرکمنیستان)
    - چایورلی (Çaýyrly / چاییٛرلیٛ)
    - دوزقیر (Duzgyr / دوُزقیٛر)
    - قزلجه‌برون (Gyzyljaburun / قیٛزیٛلجابوُروُن)

  - عاشق‌آیدینگ (Aşyk Aýdyň / عاشیٛق‌آیدیٛنگ)
    - اغوزبوئی (Oguzboýy / اوْغوُزبوْییٛ)
    - ‌ آقاریاپ (Akarýap / آقاریاپ)
    - اوزبوی (Uzboý / اوُزبوْی)
    - بخشی‌لی (Bagşyly / باغشیٛ‌لیٛ)
    - عاشق‌آیدینگ (Aşyk Aýdyň / عاشیٛق‌آیدیٛنگ)
    - قوت (Kuwwat / قوُوّات)
    - واس‌آباد (Wasabat / واس‌آبات)

  - گنگش (Geňeş / گنگش)
    - آغزی‌بیرلیک (Agzybirlik / آغزیٛ‌بیرلیک)
    - اوغلان‌لی (Oglanly، اوغلان‌لیٛ)
    - چهارتپه (Çardepe / چاردپه)
    - شاه‌قدم (Şagadam / شاقادام)
    - فراغت (Parahat / پاراحات)
    - گنگش (Geňeş / گنگش)

  - یموت دوردی‌یف (Ýomut Durdyýew adyndaky / یوْموُت دوُردیٛ‌یف آدیٛنداقیٛ)
    - اگری‌قویی (Egriguýy / اگری‌قوُییٛ)